# Марґот Кессманн
Марґот Кессманн (нім. Margot Käßmann; нар. 3 червня 1958, Марбург, ФРН) — лютеранська єпископиня Ганновера; з 28 жовтня 2009 року по 24 лютого 2010 року голова Ради Євангелічної церкви Німеччини, німецька ліберальна теологиня.

## Біографія
Навчалася теології в Геттінгені, Тюбінгені, Марбурзі і Единбурзі. Після отримання теологічної освіти обійняла посаду вікарія у Вольфхагані.
У 1983 році була обрана делегаткою на пленарну асамблею ВРЦ у Ванкувері, де стала наймолодшою членкинею центрального комітету цієї організації. З 1991 по 1998 рік була членкинею виконавчого комітету ВРЦ.
Після ординації в 1985 році разом з чоловіком стала пасторкою у церкві міста Фрілендорф (Швальм-Едер). Отримала ступінь доктора філософії в Рурському університеті в Бохумі, написавши під керівництвом Конрада Райзера дисертацію «Бідність і багатство як запит в єдності Церкви». З 1994 по 1999 рік була на посаді генерального секретаря Deutscher Evangelischer Kirchentag. З 1999 року вона була обрана єпископинею Євангелічно-лютеранської церкви Ганновера і є першою жінкою на цій посаді.
У 2002 році вийшла зі складу Центрального комітету ВРЦ в знак протесту проти припинення з ініціативи Православних Церков практики проведення екуменічних молитов на засіданнях ВРЦ. В даний час вона є членкинею Центрального комітету Конференції європейських церков, а також — радницею Німецького фонду світового населення.
У 2006 році вона брала участь в якості посла на чемпіонаті світу з футболу для людей з розумовими вадами, який відбувся в Німеччині.
Виступає за заборону Націонал-демократичної партії Німеччини, стверджуючи, що церква не повинна «закривати на це очі», як це було в 1933 році. Свою позицію вона пояснює наступними чином: «Як ми можемо говорити молодим людям, що вони не повинні підтримувати цю партію, якщо вона офіційна дозволена?»
Відома як критик Ватикану за позицію Святого Престолу щодо жіночого священнства та єпископату, целібату священників, ставлення до гомосексуалів і ВІЛ-інфікованим.
У 2006 році обрана жінкою року в Німеччині. Ангела Меркель (обрана жінкою року в 2005 році) так охарактеризувала Кессманн: «відданий своїй справі богослов і єпископ, вона використовує свою енергію для того, щоб помістити Церква в центрі свого життя, в той же час наблизивши її до народу».
28 жовтня 2009 року обрана на посаду Голови Ради Євангелічної Церкви в Німеччині — найбільшої церкви Німеччини. Обрання на посаду голови християнської організації жінки призвело до напруженості у відносинах з Московським патріархатом; в грудні 2009 року архієпископ Іларіон (Алфєєв), голова Відділу зовнішніх церковних зв'язків Московського Патріархату, в інтерв'ю німецькому журналу Der Spiegel сказав, зокрема: «Не дивлячись на те, що ми не визнавали євангелічну церкву Німеччини церквою в нашому розумінні слова» церква", до сих пір у нас проходили зустрічі між головами наших церков, тобто між патріархом і головою Ради ЕЦГ. Тепер така зустріч стає неможливою. Патріарх не може зустрічатися з жінкою «єпископом». <…> Це не питання статі, а питання ставлення до християнської традиції. Ми вважаємо, що жінка не може продовжувати лінію апостольського спадкоємства, як це роблять православні та католицькі єпископи. Крім того, зустріч патріарха Кирила з пані Кессманн виглядала б як визнання нашої церквою жіночого священнства. Наші віруючі цього не зрозуміють. Ми повинні дуже уважно прислухатися до їхнього голосу — в нашому розумінні саме церковний народ є хранителем православної віри."
24 лютого 2010 року заявила про свою відставку — після того як була затримана поліцією за водіння автомобіля у нетверезому стані. На початку березня 2010 року, в зв'язку з її відходом, заявили про готовність вести переговори про відновлення діалогу з Євангелічно-лютеранської церквою в Німеччині (ЕЛЦГ) ближче до кінця року, після обрання нового президента Ради ЕЦГ. [Архівовано 13 червня 2015 у Wayback Machine.]

## Особисте життя та погляди

### Сім'я
Марґот має чотирьох дочок. Вона була першим німецьким єпископом, що подала на розлучення в 2007 році, і 6 серпня 2007 року вона була передана до сенату церкви про те, що її розлучення було законним. Церковний сенат і керівництво церкви Ганновера підтримували Кессманн, підтримавши її тривале перебування в офісі єпископа, як і керівник консервативного центру.
У 2006 році перенесла операцію з приводу видалення раку молочної залози 

### Одностатеві шлюби
Кассманн вважає, що відкриття шлюбу для гомосексуальних пар може бути виправдане як з християнських, так і консервативних поглядів. «Якщо двоє люблять один одного і хочуть вийти заміж за цю любов, зв'язати себе, встати на захист один одного, хто хоче обмежити або навіть засудити це?»

## Голова Ради Євангельської Церкви в Німеччині
Вона була членкинею Ради Євангельської Церкви в Німеччині, і 28 жовтня 2009 року вона була обрана головою Ради, першою жінкою на цій посаді. Вона отримала 132 з 142 голосів і сказала, що хоче, щоб церква була більш сучасною і сподівалася привернути до неї більше людей.
Її вибори викликали негативну реакцію з боку керівництва Російської Православної Церкви, яка заявила, що готова призупинити діалог з німецькими лютеранами через нетрадиційні погляди Кессманн та її незвичайний статус жіночого протестантського єпископа.
20 лютого 2010 року німецькі поліцейські зупинили машину представницького класу Volkswagen Phaeton, за кермом якої перебувала Марґот Кессманн. При тесті на алкоголь з'ясувалося, що допустима доза алкоголю в її крові в три рази перевищувала допустиму для Німеччини (1,54 проміле замість 0,5 проміле). Водійські права єпископа були негайно відібрані, а її саму чекав суд, де Кессманн могла бути засуджена до великого штрафу.
24 лютого 2010 року Марґот Кессманн оголосила про свою відставку. «Я в жаху, що зробила настільки серйозну помилку», — заявила Кессманн.

## Нагороди
- 2001: Кессманн отримала нагороду проповіді (Predigtpreis) за зразкові досягнення в області проголошення Євангелія.

- 2002: отримала почесне звання доктора з педагогічного факультету університету Ганновера.

## Літературний внесок
- Євхаристійне бачення. Бідність і багатство як прохання до єдності Церкви в обговоренні Всесвітньої Ради. (Дисертація 1989 г.), видавництво Gütersloher, Gütersloh 1992 року, ISBN 3-579-02071-4.

- З поважної причини. Позиції і проповіді. Лютеранська видавництво, Ганновер 2002 ISBN 3-7859-0877-6.

- Навчати як виклик. 5-е видання, Herder, Freiburg im Breisgau 2002 ISBN 3-451-05197-4.

- На що ми можемо сподіватися — що ми можемо зробити? Відповіді та орієнтація. Herder, Freiburg im Breisgau 2003 ISBN 3-451-05385-3.

- Церква в соціальних конфліктах. Церковні проповіді. Кольхаммер, Штутгарт 2003 ISBN 3-17-017901-2.

- Добре жити. Думки на кожен день. Herder, Freiburg im Breisgau 2004, ISBN 3-451-05552-X.

- Посіяна надія. 14 зустрічей на Хресній Дорозі Ісус. Herder, Freiburg im Breisgau 2007, ISBN 978-3-451-29356-6.

- Більше ніж благочестиві побажання. Що рухає мною. Herder, Freiburg im Breisgau 2007, ISBN 978-3-451-05852-3.

- З серцем, ротом і руками. Жива духовність в повсякденному житті. Видавництво Gütersloher, Gütersloh 2007, ISBN 978-3-579-06442-0.

- Матері Біблії. 20 портретів на наш час. 2-е видання, Herder, Фрайбург 2008, ISBN 978-3-451-29855-4.

- В середині життя. Herder, Freiburg im Breisgau 2009 ISBN 978-3-451-30201-5

- Мої ноги в широкому просторі. редакція chrismon (Ганзейська друкарня і видавництво), Франкфурт-на-Майні 2009 ISBN 978-3-86921-014-8.

- Що я хочу тобі дати. Пам'ятки на шляху. Видавництво Gütersloher, Gütersloh 2009 ISBN 978-3-579-07013-1.

- Як це на небесах? Діти запитують про Бога і в світі. Скорочена, оновлене нове видання, Herder, Freiburg im Breisgau 2009 ISBN 978-3-451-05993-3.

- Просто євангелічний тому 3. Великий Ду: Молитва Господня. Лютеранський видавничий дім, 2010 ISBN 978-3-7859-1002-3.

- Фантазія для світу або: Блаженні мирні вихователі. видання Chrismon (Hansisches тиск і видавництво), Франкфурт-на-Майні 2010 ISBN 978-3-86921-038-4.

- Надія під веселкою або співати в біді алілуя. , Видання chrismon (Hansisches Druck- und Verlagshaus), Франкфурт-на-Майні 2010 ISBN 978-3-86921-057-5.

- Щоб знайти безпеку. Відповіді на питання життя. Оновлене нове видання, видавництво Хреста, Фрайбург в Брайсгау 2010 ISBN 978-3-7831-3446-9.

- Не забувайте про гостинність! Ульштайн, Берлін 2011, ISBN 978-3-550-08001-2.

- Туга за життя. adeo Verlag, Aßlar 2011, ISBN 978-3-942208-26-0. [103]

- На батьківській спідниці. Марґот Кессман і Кітті Кахане розповідають історію Йосипа і його братів. видання chrismon (Ганзейська друкарня і видавництво), Франкфурт-на-Майні 2011, ISBN 978-3-86921-077-3.

- Тиша і простір. З фотографіями Моніки Лоуренц. Herder, Freiburg im Breisgau 2012 ISBN 978-3-451-32489-5.

- Більше ніж та й амінь. Так, ми можемо поліпшити світ. adeo Verlag, Aßlar 2013, ISBN 978-3-942208-77-2.

- Благословення часу. Живи з надією. Помри зі світом. Адео Верлаг, Аслар 2014 ISBN 978-3863340247.

- У сумніву, вір. На що ми можемо покластися, Herder, Freiburg im Breisgau 2015 року, ISBN 978-3451328329.

- Не хвилюйся, душа. Чому ми не повинні впадати у відчай, adeo Verlag, Aßlar 2016, ISBN 978-3863341121.

### Редактор і співавтор
- Церква на ходу. 50 років німецькому протестанту Кірхентагу. Видавництво Gütersloher, Gütersloh 1999 року, ISBN 3-579-02099-4.

- Подолати насильство. Десятиліття Всесвітньої Ради Церков. Лютеранська видавництво, Ганновер 2000, ISBN 3-7859-0803-2.

- Екуменізм на роздоріжжі. Лютеранська видавництво, Ганновер 2003 ISBN 3-7859-0878-4.

- У світі ти боїшся. Лютеранська видавництво, Ганновер 2004, ISBN 3-7859-0905-5.

- Якщо ваші діти запитають завтра. Майбутнє протестантської церкви. У бесіді з Вільфрідом Копке. Herder, Freiburg im Breisgau 2005, ISBN 3-451-28600-9.

- Коріння, які дають нам крила. Релігійні подорожі між небом і землею. Видавництво Gütersloher, Gütersloh 2005, ISBN 3-579-06908-X.

- Екуменізм рухається. Церкви на шляху один до одного. Verlag Kreuz, Штутгарт 2006, ISBN 3-7831-2530-8.

- З тілом і душею в дорозі. Довідник по паломництву в Ганноверського національної церкви. Лютеранська видавництво, Ганновер 2007, ISBN 978-3-7859-0946-1.

- Тримається в руках Божих. Ж молитва. Видавництво Herder, Фрайбург 2011, ISBN 978-3-451-32437-6.

- Бог хоче побачити дію. Християнське опір Гітлеру. Читання книги. Відібрані, ініційовані та прокоментовані Марґот Кессманн і Анке Сіломон. Verlag CH, Beck, Munich 2013, ISBN 978-3-406-64453-5.

- Сильні пропозиції. видання chrismon (Ганзейська друкарня і видавництво), Франкфурт-на-Майні 2013, ISBN 978-3-86921-120-6.

- Обурені ви! (Спільно з Костянтином Веккером) Видавництво Gütersloher, 2015-го, ISBN 978-3-579-07091-9.

- Життя не римується. Жіночі вірші, Гердер, Фрайбург, 2016, ISBN 978-3451350078.

- Зміни світ. Що віра повинна сказати нам сьогодні (з Генріхом Бедфордом-Штромом), Aufbau Verlag, Берлін, 2016, ISBN 978-3351036447.

### Есе
- Евтаназія. Відповіді на етичне питання кордону в Нідерландах і Німеччині. (Панельна дискусія з доктором Джейкобом Яном Фредеріком Віссер, Міністерство охорони здоров'я, соціального забезпечення та спорту Нідерландів, в аудиторії Університету Оснабрюка 6 червня 2002 року.) У: Райнер Кюнцель, Ханс-Юрген ФІП, Хеннінг Бак (ред.): Ан межі життя. Щорічник Osnabrücker «Мир і наука», Bd. 10/2003, V & R Unipress 2003 ISBN 3-89971-119-X, P. 47ff.

- Майбутній профіль в надії, волі і відповідальності. В: Сюзанна і Пітер Мюнцерт: Церква Quo Vadis? Кольхаммер, Штутгарт а. 2006, ISBN 3-17-018881-X, стор. 25 і далі.

- Confliction. В: Кессманн, Хайде Simonis, Неджлі келька, Петра Джерстер: Сильні жінки — впевнена в собі — хоробрий — заручена. Веймар мова 2007. Веймар м'якої обкладинки видавництва, Веймар 2007, ISBN 978-3-939964-03-2.